# レ・ドゥック・アイン
レ・ドゥック・アイン（黎 德英、ベトナム語：Lê Đức Anh / 黎德英、1920年12月1日 - 2019年4月22日）は、ベトナムの軍人（最終位階は大将）、政治家。
第2代ベトナム社会主義共和国主席を務めた。ベトナム国内の政治において、ベトナム共産党による厳格な支配を主張する保守派と見なされていた。

## 経歴
トゥアティエン＝フエ省に生まれる。
1945年にインドシナ共産党に入党。同年に建国されたベトナム民主共和国（北ベトナム）で軍職に就き、第一次インドシナ戦争で奮戦して、ベトナム戦争ではベトコン部隊を率いた。
1963年8月13日、ベトナム人民軍副総参謀長に任命。1974年、上級大佐から中将に特進。第7軍区司令官、第9軍区司令官、B2地区指揮部副司令官兼参謀長を歴任する。戦争末の1975年4月8日、ホー・チ・ミン作戦指揮部副司令官（南西方面軍担当）に任命。
ベトナム戦争終結後、北ベトナムによって南北ベトナムが統一され、1976年にベトナム社会主義共和国が建国されると、アインは同国でも軍区司令官を務めた。同年12月、第4回ベトナム労働党大会（同大会で共産党に改名）において中央委員に選出される。1978年末、第9軍区のベトナム軍を率いてカンボジア侵攻戦を指揮。1980年、上将に昇進し、国防次官兼人民軍副総参謀長となる。また、カンプチア人民共和国駐留ベトナム軍司令官を務めた。彼はクメール・ルージュの再侵入に対し、カンボジアを防衛する為に、5カ所の主要拠点を築いた。彼はまた、評判の悪いK5計画の企画者であった。
1982年3月、第5回党大会においてベトナム共産党政治局員・中央軍事委員会常務委員に選出され、党内序列第12位となる。1984年12月21日、第7期国家評議会決議596号により、大将に昇格。1986年12月、第6回党大会で党政治局員に再選し、序列第6位に昇格。同12月22日、ベトナム人民軍総参謀長に任命される。
1987年2月、国防大臣兼党中央軍事委員会第一副書記に就任。在任中、アインはドイモイ路線の一環として「国防の戦略的調整」（軍縮）を主導、120万余といわれた常備軍の兵員を1987年夏から4年間に半分に削減するという果敢な政策 を実施した。1991年6月、第7回党大会で党政治局員に再選出され、序列第2位となる。同年7月に国防大臣を退任。
1992年の憲法改正により国家主席職が再設置されたことにともない、9月22日、第9期国会第1回会議において、アインは国家主席に選出された。
1996年、重い発作を起こして入院したが、後に回復した。同年6月から7月に開催された第8回党大会において政治局員および新設の政治局常務委員に選出されたが、アインの退任とチャン・ドゥック・ルオンの国家主席就任が内定した。
翌1997年9月、任期満了によって国家主席を退任した。さらに1997年12月の第8期党中央委員会第4回総会において政治局員・政治局常務委員を退任し、党中央委員会顧問となる。また、アインを始めとする保守派の強い主張により、同総会においては同じ軍出身のレ・カ・フューが書記長に選出された。以後は、フュー＝アインの二人三脚で政権運営に当たった。
2001年末、フュー書記長から党顧問からの退任を迫られ、反フューの立場に転じた。しかし、同年12月の第9回党大会において党顧問職は廃止され、引退を余儀なくされた。
2019年4月22日、老衰のため首都ハノイで死去。98歳没。